# Loverbar
Loverbar是位於波多黎各聖胡安同志酒吧、餐廳和夜總會。它為波多黎各首家酷兒俱樂部，Refinery29稱其為 "波多黎各所有酷兒場地中令人興奮、進步和激進的酷兒目的地"。

## 外部連結
- 官方網站 （页面存档备份，存于）
- Loverbar的Facebook專頁
- Loverbar的Instagram帳戶
- Loverbar的X（前Twitter）